# Favara
Favara ist eine Stadt und italienische Gemeinde im Freien Gemeindekonsortium Agrigent in der Autonomen Region Sizilien.

## Lage und Daten
Favara liegt elf Kilometer östlich von Agrigent. Hier wohnen 31.515 Einwohner (Stand 31. Dezember 2023), die hauptsächlich in der Landwirtschaft arbeiten. Es wird neben Getreide, Orangen, Wassermelonen, Mandeln, Pistazien, Oliven auch Wein angebaut und verarbeitet.
Die Nachbargemeinden sind Agrigent, Aragona, Castrofilippo, Comitini, Naro und Racalmuto.

## Geschichte
Der Name Favara stammt aus arabischer Zeit. Er leitet sich von Fawwara ab, das im Arabischen Wasserquelle bedeutet. Auf dem Gebiet von Favara lebten bereits im 3. Jahrtausend v. Chr. Menschen, wovon eine Siedlung sowie eine bronzezeitliche Nekropole in der Umgebung zeugen. Die einheimischen Sikaner wurden ab dem 7. Jahrhundert v. Chr. zunehmend durch griechische Kolonisten verdrängt, die auf dem Berg Caltafaraci, an den Favara grenzt, einen Stützpunkt errichteten, der auch später unter römischer Herrschaft genutzt wurde. Im 9. Jahrhundert kam die Region von Favara unter arabische Herrschaft. Der heutige Ort entstand im 13. Jahrhundert um das in diesem Jahrhundert erbaute Kastell. Zu dieser Zeit gehörte der Ort der Familie Chiaramonte.

## Sehenswürdigkeiten
- Kirche Madonna dell’Itria aus dem 14. Jahrhundert, diese liegt am Ortseingang von Favara
- Kirche Carmine mit einem Portal aus dem 19. Jahrhundert
- Pfarrkirche Maria Vergine Assunta aus dem 18. Jahrhundert
- Burg aus dem 13. Jahrhundert, sie hat einen viereckigen Grundriss. Zu der Burg gehört noch eine sehenswerte Kapelle.
- Außerhalb des Ortes ist eine römische Villa mit Mosaikfußböden aus dem späten 1. bis frühen 2. Jahrhundert[3] gefunden worden.

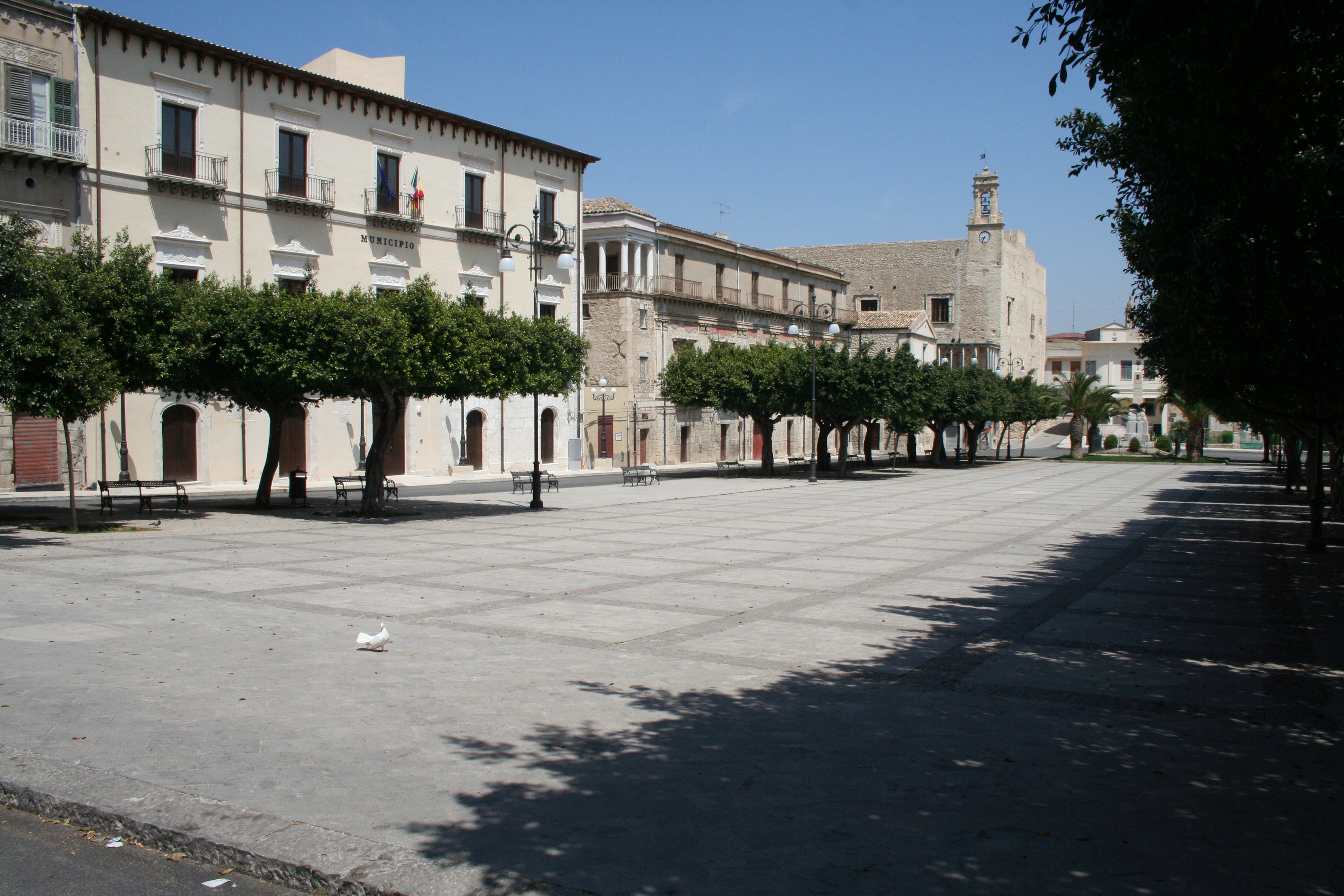
Piazza Cavour mit Castello Chiaramonte
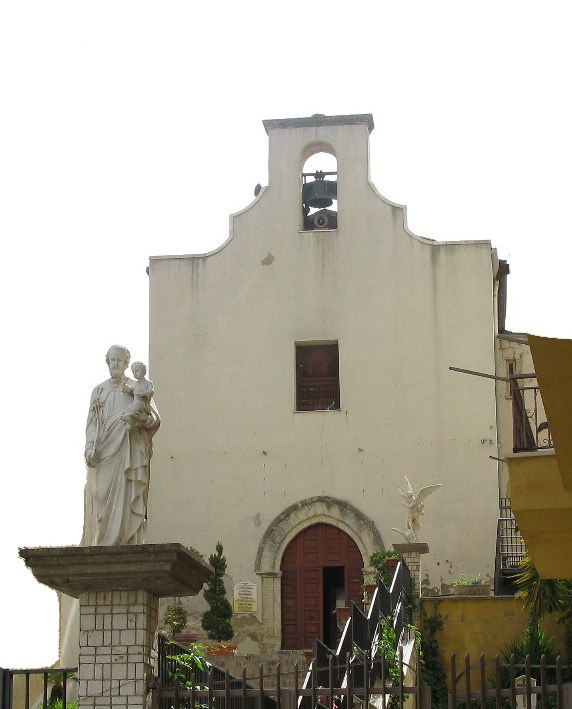
Chiesa dell’Itria
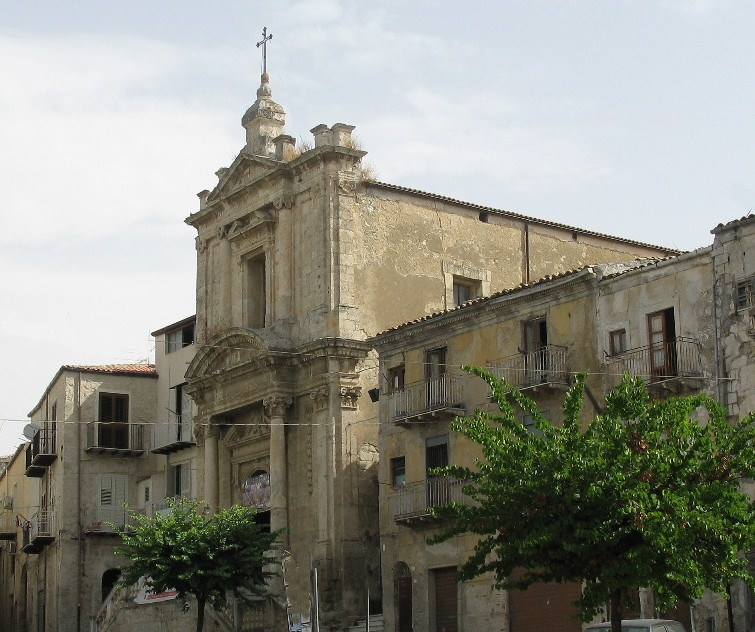
Chiesa del Carmine
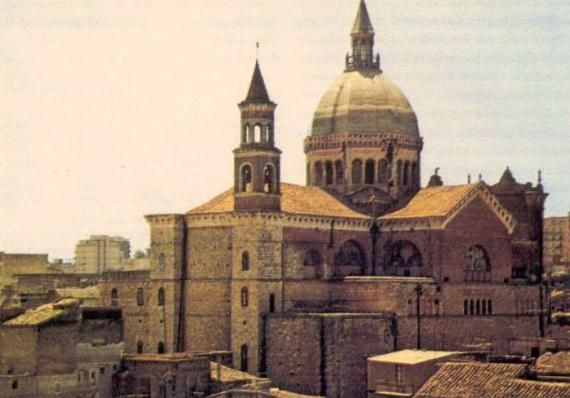
Chiesa Madre
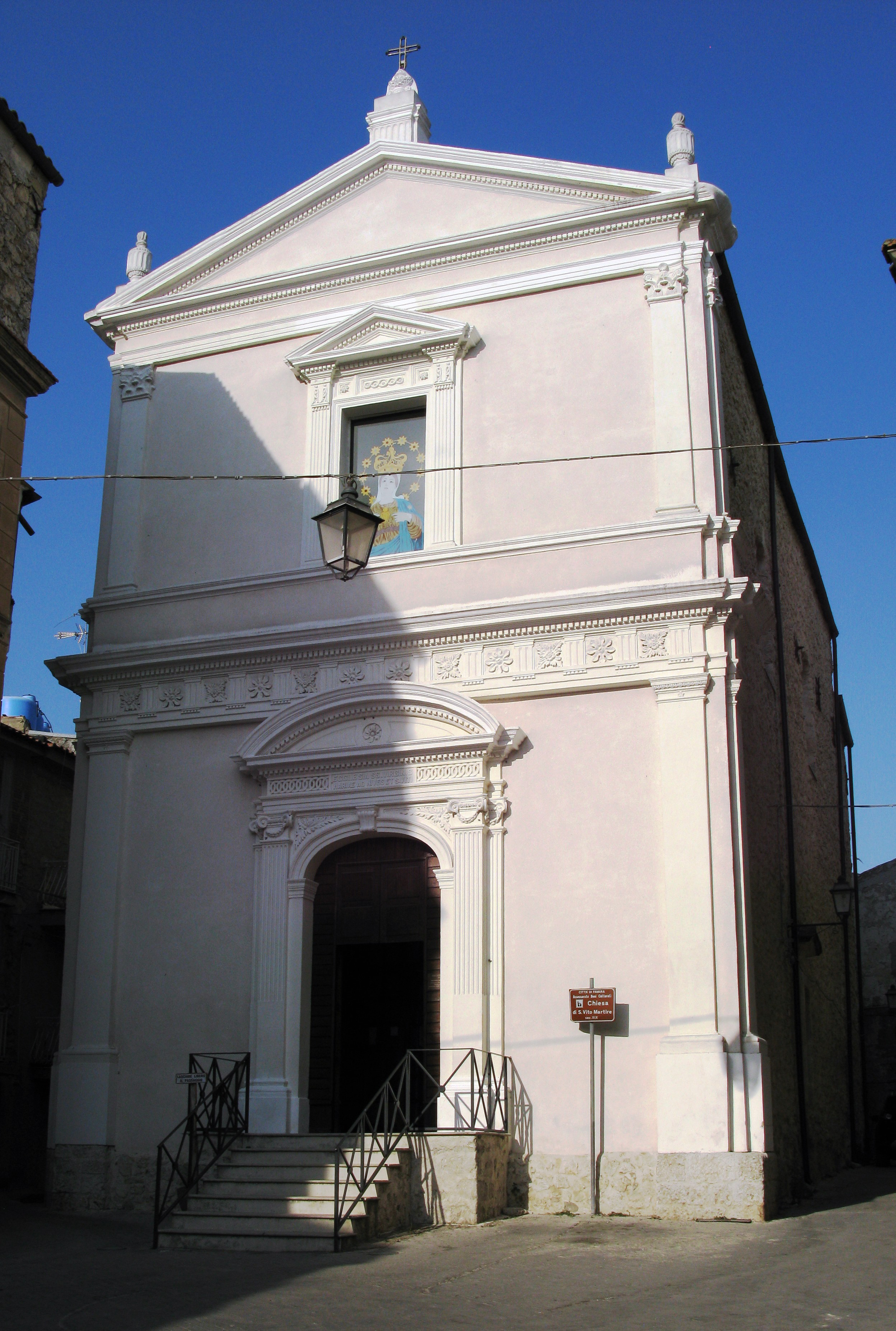
Chiesa San Vito

## Gastronomische Spezialitäten
Favara ist für seine Süßspeise „agnello pasquale“ (deutsch: österliches Lamm) bekannt. Diese Speise auf Basis von Mandeln und Pistazien wird vor allem an Ostern gegessen und genießt in ganz Italien Bekanntheit. Eine andere Spezialität ist die „Minestra di San Giuseppe“, eine Suppe, die aus verschiedenen Gemüse- und Nudelsorten besteht.

## Städtepartnerschaften
Mit der spanischen Stadt Andújar in Andalusien pflegt Favara seit 2004 eine Städtepartnerschaft.

## Persönlichkeiten
Der Manager und Mediziner Giuseppe Vita (* 1935) wurde in Favara geboren. Er war unter anderem Vorstandsvorsitzender des Pharmaunternehmens Schering.